# 元恒芝
元恒芝（5世紀—528年5月17日），原名恒，字景安，河南郡洛阳县（今河南省洛阳市东）人，追尊魏景穆帝拓跋晃之孙，侍中、征南大将军、开府仪同三司、青州刺史、京兆康王拓跋子推之子，北魏宗室、官员。

## 生平
元恒芝粗略阅读经书和史书，以《春秋》的义理，起名不以山川字眼，上奏请求改名为恒芝，历任位太常卿、中书监、侍中。正始三年（506年），南梁辅国将军萧及率领两万军队攻克固城，冠军将军鲁显文、骁骑将军桓和等率领一万军队驻扎在孤山。将军角念率领一万军队，扰乱龟蒙，当地的百姓跟随南梁叛变的有一半。北魏安东将军邢峦派遣统军樊鲁讨伐桓和，别将元恒芝进攻固城，统军毕祖朽讨伐角念。八月壬寅（506年9月12日），樊鲁在孤山击败南梁将军桓和，斩首四千多，元恒芝攻克固城，毕祖朽将角念赶走，北魏的兖州全部平定。
普通六年（525年），车骑将军元恒芝奉命带兵征讨，散骑常侍兼尚书常景接收诏令前往宣读旨意慰劳元恒芝。孝昌二年六月丙子（526年7月3日），卫大将军、西道都督元恒芝加号车骑大将军、仪同三司。孝昌三年（527年）正月，北魏由于兵将疲惫，萧宝夤和元恒芝在泾州大败。元恒芝从渭河以北东渡黄河，杨椿派遣使者追赶元恒芝，没能追上。
建义元年四月庚子（528年5月17日），仪同三司元恒芝在河阴之变中遇害，朝廷赠予太傅、司徒公，谥号宣穆公。

## 家庭

### 兄弟
- 元太兴，北魏夏州刺史、卫尉卿、西河康王
- 元遥，北魏征北大将军、中护军、右光禄大夫、饶阳宣公
- 元泰安，北魏广平内史
- 元坦，北魏步兵校尉、城门校尉

### 儿子
- 元晔，长子，北魏镇远将军、骠骑大将军府从事
- 元昇，西魏江夏王
- 元昂，北周开府仪同三司、阳化公[16]